# 鶴瀬駅
鶴瀬駅（つるせえき）は、埼玉県富士見市鶴瀬東一丁目にある、東武鉄道東上本線の駅である。駅番号はTJ 17。

## 年表
- 1914年（大正3年）5月1日：東上鉄道池袋 - 田面沢間の開業と同時に鶴瀬駅開設[1]。
- 1920年（大正9年）7月22日：東上鉄道、東武鉄道に吸収合併、東武東上線となる。
- 1929年（昭和4年）10月1日：池袋 - 川越市間電化。
- 1954年（昭和29年）3月1日：鶴瀬 - 上福岡間複線化。
- 1961年（昭和36年）10月：ホーム有効長を延長[2]。
- 1973年（昭和48年）：橋上駅舎化。
- 1980年（昭和55年）3月：西口を開設。
- 1987年（昭和62年）8月25日：帝都高速度交通営団（現・東京地下鉄）有楽町線開業により、同線との相互直通運転列車停車開始。
- 2006年（平成18年）3月31日：東口側・西口側・改札口とホーム間を連絡するエレベーター使用開始。
- 2008年（平成20年）6月14日：東京メトロ副都心線開業により、同線との相互直通運転列車停車開始。
- 2009年（平成21年）5月18日：発車メロディ使用開始。
- 2022年（令和4年）4月8日 - 2023年（令和5年）3月31日：富士見市制施行50周年記念企画でももいろクローバーZの楽曲が発車メロディとなる[3][4][5][注釈 1]。

## 駅構造
島式ホーム1面2線の地上駅で、橋上駅舎。橋上化前はホームは現在の東口側にあった駅舎と、現在のふじみ野駅寄りにあった構内踏切でつながっていた。かつては本線外側に待避線を有する1面4線の形態で、現在もその跡は残っているが、レールが寸断されており、保線車両の留置を除いては使用されていない。
しかし2015年に鶴瀬駅で展示されていた駅構造図には1面4線と思われる構造図の展示はなく、現在の1面2線になる前は1面3線(下り側線)と思われる。
出口は西口と東口の2か所である。西口は駅ビル（1・2階：東武ストアなどの店舗、3 - 14階：住宅）に直結している。改札外にファミリーマートと惣菜店がある。ホームと改札階との間はエレベーターとエスカレーター・階段により連絡している。
富士見市立難波田城資料館発行の巡回写真展図録によると、現行の東口にあたる橋上駅舎は1973年に完成。

### のりば
| 番線 | 路線   | 方向 | 行先     |
| ---- | ------ | ---- | -------- |
| 1    | 東上線 | 下り | 川越方面 |
| 2    | 東上線 | 上り | 池袋方面 |

- 2016年3月26日ダイヤ改正以降、日中時間帯に副都心線方面を発着する列車は当駅に停車しなくなっていたが、2023年3月20日ダイヤ改正により副都心線経由の東急新横浜線直通の普通列車が日中時間帯にも設定された。

## 利用状況
2024年度の1日平均乗降人員は47,220人である。最ピーク時は1日平均乗降人員が6万人を越えていたが、1993年にふじみ野駅が開業してからは減少傾向にあり、2006年度に4万人を下回った。しかし、2007年度以降は再度増加傾向にあり、ららぽーと富士見がオープンした2015年度には48,844人と大幅に増加した。
近年の1日平均乗降・乗車人員は以下の通り。
| 年度               | 1日平均 乗降人員 | 1日平均 乗車人員 | 出典       |
| ------------------ | ---------------- | ---------------- | ---------- |
| 1978年（昭和53年） | 53,432           |                  |            |
| 1987年（昭和62年） | 58,319           | 29,270           |            |
| 1988年（昭和63年） | 60,546           | 30,430           |            |
| 1989年（平成元年） | 61,702           | 30,880           |            |
| 1990年（平成02年） | 62,039           | 31,616           |            |
| 1991年（平成03年） | 63,542           | 32,176           |            |
| 1992年（平成04年） | 63,567           | 32,378           |            |
| 1993年（平成05年） | 60,540           | 31,201           |            |
| 1994年（平成06年） | 53,230           | 27,981           |            |
| 1995年（平成07年） | 53,437           | 26,794           |            |
| 1996年（平成08年） | 50,908           | 25,590           |            |
| 1997年（平成09年） | 48,511           | 24,352           |            |
| 1998年（平成10年） | 47,067           | 23,583           |            |
| 1999年（平成11年） | 45,798           | 22,821           | [ * 1 ]    |
| 2000年（平成12年） | 44,795           | 22,335           | [ * 2 ]    |
| 2001年（平成13年） | 43,734           | 21,847           | [ * 3 ]    |
| 2002年（平成14年） | 42,615           | 21,232           | [ * 4 ]    |
| 2003年（平成15年） | 42,148           | 20,890           | [ * 5 ]    |
| 2004年（平成16年） | 41,144           | 20,423           | [ * 6 ]    |
| 2005年（平成17年） | 40,298           | 20,022           | [ * 7 ]    |
| 2006年（平成18年） | 39,987           | 19,889           | [ * 8 ]    |
| 2007年（平成19年） | 39,975           | 20,054           | [ * 9 ]    |
| 2008年（平成20年） | 40,184           | 20,176           | [ * 10 ]   |
| 2009年（平成21年） | 40,142           | 20,159           | [ * 11 ]   |
| 2010年（平成22年） | 40,813           | 20,487           | [ * 12 ]   |
| 2011年（平成23年） | 41,155           | 20,581           | [ * 13 ]   |
| 2012年（平成24年） | 42,082           | 21,049           | [ * 14 ]   |
| 2013年（平成25年） | 43,125           | 21,590           | [ * 15 ]   |
| 2014年（平成26年） | 43,850           | 21,966           | [ * 16 ]   |
| 2015年（平成27年） | 48,844           | 24,485           | [ * 17 ]   |
| 2016年（平成28年） | 48,918           | 24,537           | [ * 18 ]   |
| 2017年（平成29年） | 49,596           | 24,875           | [ * 19 ]   |
| 2018年（平成30年） | 50,139           | 25,131           | [ * 20 ]   |
| 2019年（令和元年） | 50,210           | 25,160           | [ * 21 ]   |
| 2020年（令和02年） | 38,982           | 19,526           | [ * 22 ]   |
| 2021年（令和03年） | 41,726           | 20,903           | [ 東武 3 ] |
| 2022年（令和04年） | 44,606           | 22,351           | [ 東武 4 ] |
| 2023年（令和05年） | 46,316           | 23,199           | [ 東武 5 ] |
| 2024年（令和06年） | 47,220           | 23,649           | [ 東武 1 ] |

## 駅周辺
東上線開業当時からある駅の一つで、富士見市の代表駅でもある。東口から富士見市役所まで直線で結ぶ道路「鶴瀬駅東通り線」が計画され、富士見市役所周辺の整備が進んでいるのに対し、東口付近は古くからの商店街が広がり、道路の一方通行区間も多かった。2020年時点では土地区画整理事業が進行し、東口が整備されている。
西口から川越街道（国道254号）に接続する道路「鶴瀬駅西通り線」も、富士見市内・三芳町内共に完成した。西口付近はテナントが入らないビルもあり貸店舗の看板が目立つ。
1960年代から1970年代にかけては人口急増により上下水道整備や学校建設に追われ、1970年代後半にみずほ台、1980年代中期から1990年代にかけては勝瀬原の土地区画整理事業が行われた。
1957年（昭和32年）11月入居開始の公団鶴瀬第一団地（230世帯）は、日本住宅公団が建設した団地としては東上線沿線でもっとも古いことから「アルビス鶴瀬」として建て替えが進められた。なお、第一団地の建て替えに際して公団と団地住民の話し合いが難航し、その様子がNHK総合テレビの番組でも特集された。
2009年時点では1962年（昭和37年）7月入居開始の公団鶴瀬第二団地（1070世帯）が建て替え工事途上にある。それに伴い鶴瀬西小学校と上沢小学校が「つるせ台小学校」として統合・新設開校するなどの動きが見られる。
2015年（平成27年）4月10日 三井ショッピングパークららぽーと富士見が開業。駅から約1.5kmの距離にあり、徒歩約19分、路線バスも利用可能。

### 商店街

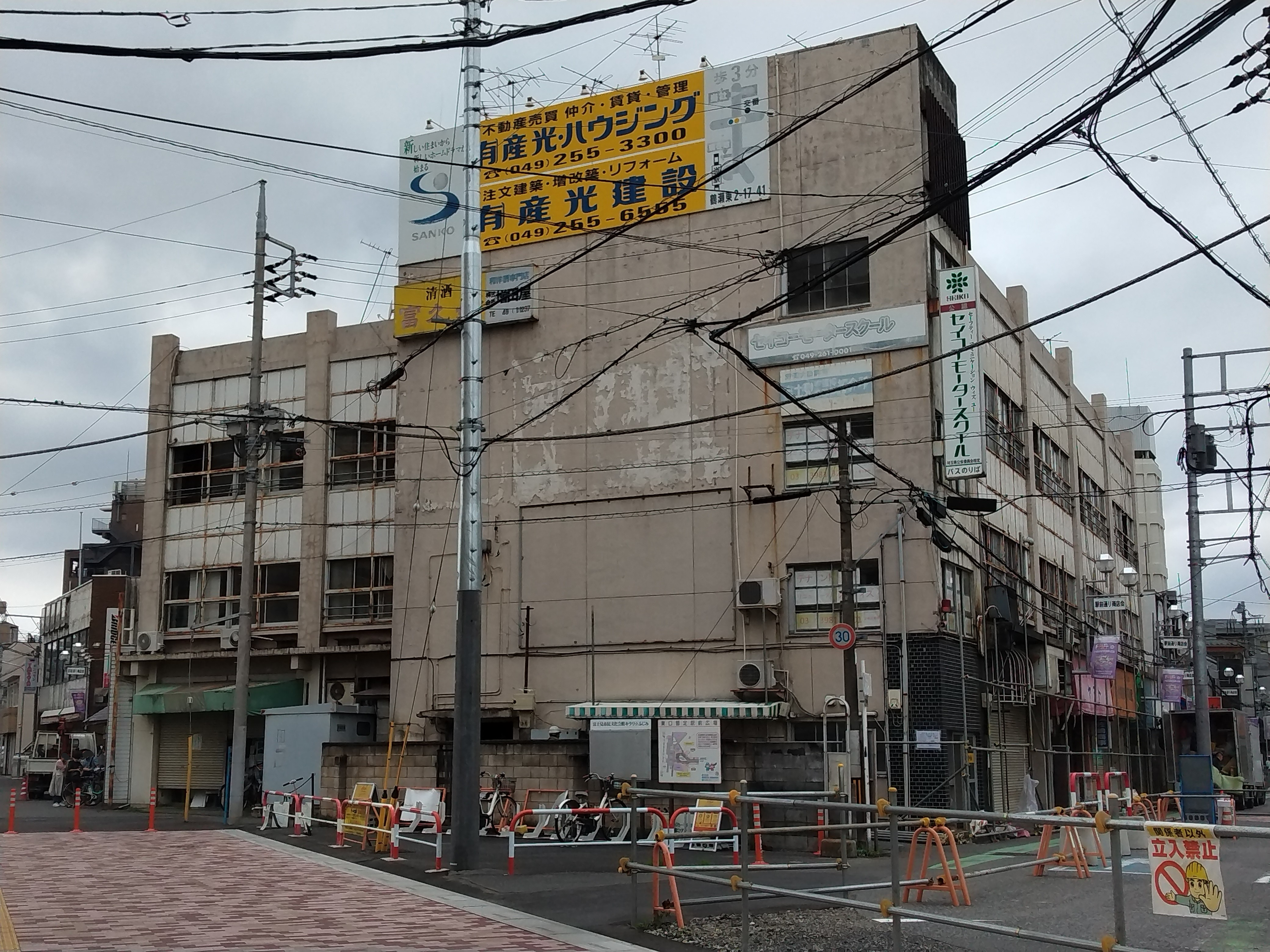
富士ビル（2022年8月）

- 富士見中央通り商店街 - 埼玉県道334号三芳富士見線に沿っており、鶴瀬駅西口区画整理事業の進行とともに歩道が整備されつつある。東和銀行鶴瀬支店などがある。
- 鶴瀬駅前通り商店会 - 東口前に位置し、そのほとんどの店舗が埼玉県道245号鶴瀬停車場線にある。
- 鶴瀬駅東口駅前通り商店会 - 東口から南東方向に伸びている。惣菜店や洋食店があり、「昔ながらの商店街」の雰囲気がある。その他、サンドラッグ鶴瀬店、みずほ銀行鶴瀬支店が立地する。
- 鶴瀬商業協同組合（富士ビル） - 鶴瀬駅東口区画整理事業により、駅前交通広場になる予定である。
- 谷津西本通り商店会 - 東口から伸びる道路の延長にあり、駐車場が点在している。大規模なマンションが建設されたこともあり、商店街としての雰囲気はない。
- 鶴瀬駅西口通り商店会 - 通りは「富士見サンロード」の愛称がある。
- 鶴瀬西銀座商店会 - 文具・書店のユタカ（ピクニックビル）があった。建物は現在解体され、銀行となっているが、一部のみテナントが営業中で解体されずに残っている。かつては東武ストアの大型店版「マイン」も出店していたが、鶴瀬駅ビルに食品売場が開設されたのちに閉店した。
- 鶴瀬西小学校前商店会

### 公的施設
- 富士見市役所
- 富士見市役所 西出張所（駅ビル内）
- 富士見市民文化会館（キラリ☆ふじみ）
- 富士見市立中央図書館
- 富士見市立市民総合体育館
- 富士見市鶴瀬西交流センター
- 富士見市立富士見台中学校
- 三芳町役場藤久保出張所
- 三芳町立中央図書館

### 郵便局
- 三芳郵便局：三芳町にある郵便局だが、三芳町のほか富士見市内の集配業務も担当している。
- 富士見鶴瀬西郵便局
- 富士見鶴瀬東郵便局

## バス

### 鶴瀬駅東口
東武バスウエスト（新座営業事務所）
- 鶴02：富士見市役所経由 ららぽーと富士見行き
- （直行）ららぽーと富士見行き

ライフバス
- 富士見ニュータウン行き

富士見市内循環バス
- 前谷住宅線：前谷住宅経由 富士見市役所行き
- 山室会館線：JA鶴瀬支店経由 富士見市役所行き
- 山室会館・富士見高校線：JA鶴瀬支店・富士見市役所・富士見高校経由 富士見市役所行き

### 鶴瀬駅西口
ライフバス
- 三芳・北永井循環
- 三芳中学経由 西原住宅循環
- 三芳中学経由 みずほ台駅西口行き
- 上富経由 ふじみ野駅西口行き
- セントラル病院経由 ふじみ野駅西口行き
- 北永井経由 ふじみ野駅西口行き

富士見市内循環バスの発着もあったが、現在は全て東口発着となった。 

### 廃止路線
- 西武バス
  - 大35 大宮駅西口 - 鶴瀬経由 - 所沢駅西口。晩年は短縮され所60 鶴瀬駅西口 - 所沢駅東口間。2005年3月16日廃止。
- 東武バスウエスト
  - 志27 志木駅南口 - 鶴瀬駅西口
  - 鶴02 鶴瀬駅東口 - 上福岡駅東口 2009年4月1日廃止。
  - 鶴01 ふじみ野駅西口行き（2021年3月よりふじみ野駅からの片方向のみの運転となったため）

## 駅名の由来
開業当時の村名「入間郡鶴瀬村」に由来する。鶴瀬村は1889年（明治22年）の町村制施行に際し、鶴馬村（つるまむら）と勝瀬村（かつせむら）が合併して成立した。

## 隣の駅
東武鉄道
 東上本線
■TJライナー・■川越特急・■快速急行・■急行
通過
■準急・□普通
みずほ台駅 (TJ 16) - 鶴瀬駅 (TJ 17) - ふじみ野駅 (TJ 18)

### 記事本文